# Izidor Marcu
Izidor Marcu (n.  1858, Dumitra – d. 6 aprilie 1924, Blaj) a fost un delegat în Marea Adunare Națională de la Alba Iulia, organismul legislativ reprezentativ al „tuturor românilor din Transilvania, Banat și Țara Ungurească”, cel care a adoptat hotărârea privind Unirea Transilvaniei cu România, la 1 decembrie 1918.

## Biografie
În toamna anului 1884, Izidor Marcu a fost hirotonit ca preot celib. A fost profesor de teologie morală și pastorală și de pedagogie la Blaj. Începând din anul 1889 a devenit la Blaj bibliotecar al arhidiecezan, secretar mitropolitan și membru în capitlu. A fost o perioadă rector al Academiei Teologice. A colaborat la "Foaia bisericească" și la "Unirea", fiind unul dintre întemeietorii acesteia. A scris mai multe cărți teologice și pedagogice.

## Educație
A urmat studiile primare și liceale la Alba Iulia și Blaj. A urmat studiile superioare teologice la Blaj și la Institutul “Augustinaeum” din Viena.